# 2133-as mellékút (Magyarország)
A 2133-as számú mellékút egy rövid, alig 5 kilométeres hosszúságú, négy számjegyű mellékút Heves vármegyében.

## Nyomvonala
A 2111-es útból ágazik ki, annak 7+400-as kilométerszelvénye körül, Heréden. Északkelet felé indul, települési neve az első szakaszán Arany János utca, majd Kápolna utca. Keresztezi a Bér-patakot, utána a neve Rákóczi Ferenc utca lesz. Nagyjából másfél kilométer után hagyja el Heréd házait, majd a harmadik kilométerénél átér Lőrinci területére.
A negyedik kilométere körzetében felüljáróval keresztezi a 21-es főutat; a nyugati oldalon egyszerű rácsatlakozó sávok biztosítják a kapcsolatot, a keleti oldalon körforgalom segíti a járművek könnyebb haladását. A csomópont átkötő ágai: Budapest felől a 21 625-ös, Salgótarján felé a 21 626-os, Salgótarján felől a 21 627-es, Budapest felé pedig a 21 628-as utak. Eredetileg szintben keresztezte a 21-es utat, de azután épült meg a felüljáró és az átkötő ágak, hogy a főút osztott pályás lett. 
Utolsó szakasza már Lőrinci belterületén halad, ahol a neve eleinte Herédi utca (így keresztezi a vasutat, közvetlenül Lőrinci megállóhely mellett), majd Szabadság tér lesz. A 2401-es útba torkollik bele, annak 9+300-as kilométerszelvénye környékén, Lőrinciben. Az országos közutak térképes nyilvántartását szolgáló kira.gov.hu adatbázisa szerint 5,153 kilométer után ér véget.